# Mappilaiurani
Mappilaiurani (o Mappillaiyurani) è una suddivisione dell'India, classificata come census town, di 26.802 abitanti, situata nel distretto di Thoothukudi, nello stato federato del Tamil Nadu. In base al numero di abitanti la città rientra nella classe III (da 20.000 a 49.999 persone).

## Geografia fisica
La città è situata a 08° 50' 27 N e 78° 08' 59 E.

## Società

### Evoluzione demografica
Al censimento del 2001 la popolazione di Mappilaiurani assommava a 26.802 persone, delle quali 13.424 maschi e 13.378 femmine. I bambini di età inferiore o uguale ai sei anni assommavano a 3.726, dei quali 1.825 maschi e 1.901 femmine. Infine, coloro che erano in grado di saper almeno leggere e scrivere erano 19.649, dei quali 10.389 maschi e 9.260 femmine.